# Anaximenes
Anaximenes (Oudgrieks: Ἀναξιμήνης, Anaximếnês) was een presocratische filosoof uit Milete die actief was rond 585−526 v.Chr. Samen met de oudere Thales en Anaximander behoorde hij tot de eerste Griekse filosofen, namelijk de Milesische. Hij schreef een natuurfilosofisch werk over kosmologie, waarin hij meteorologische verschijnselen verklaarde en de vorming van aarde en hemellichamen afleidde uit het oerelement lucht.

## Leven
Over Anaximenes' leven is heel weinig met zekerheid bekend. Hij woonde en werkte in Milete, en zijn vader zou Eurystratus heten. Volgens enkele bronnen was hij een leerling van Anaximander, wat onderzoekers betwijfelen. In zijn filosofie was hij wel door hem beïnvloed. Volgens Herodotus kreeg hij toestemming om in Sparta een uit Babylonië afkomstige zonnewijzer op te richten met een indeling in twaalf uren. Anaxagoras van Clazomenae en Diogenes van Apollonia waren waarschijnlijk leerlingen van Anaximenes.

## Werk
In de latere oudheid circuleerden brieven onder Anaximenes' naam, maar die zijn pseudepigrafisch. Wel schreef hij een kosmologisch proza-werk getiteld Over de natuur in eenvoudige en zuinige stijl, waarin hij desondanks beelden gebruikte, zoals sterren die rijden op de lucht, en de aarde die plat is als een blad. Over de structuur is niets bekend, en heel weinig citaten zijn overgeleverd. Daarom zijn vooral testimonia bij latere auteurs belangrijk. Zulke auteurs zijn met name Aristoteles, Theophrastus (en doxografen die zich op hem baseerden), (pseudo-)Plutarchus en Hippolytus.

## Filosofie
Daarin verkondigde hij de opvatting dat de oersubstantie (archè) het element lucht (aèr) was, waaruit het heelal en alles erin voortkomt, inclusief de goden. De lucht is goddelijk, en mogelijk beschouwde hij die als een levenskracht, de adem van de wereld. Anaximenes' lucht lijkt enigszins op Anaximanders oneindige (apeiron). De lucht was eeuwig en oneindig en omvat de gehele kosmos, zoals ook de ziel, die bestaat uit lucht, het lichaam bijeenhoudt. Hij schreef: 'Lucht ligt dicht bij het onlichamelijke; en omdat we ontstaan door een uitvloeisel van lucht, is het noodzakelijk dat lucht zowel oneindig als rijk is, omdat die nooit stopt' (pseudo-Olympiodorus, Over de goddelijke en heilige kunst van de steen der wijzen, 25). Anaximenes geloofde dat de lucht altijd in beweging was, omdat er anders geen verandering kon plaatsvinden. De kwaliteit van lucht veranderde onder inwerking van de kwaliteiten warmte en koude, zodat via respectievelijk verdichting en verdunning de andere drie elementen aarde, water en vuur werden gevormd. Koude lucht ontstaat door verdikking, wat resulteert in water en vervolgens aarde, maar warme lucht ontstaat door verdunning, wat resulteert in vuur. Met andere woorden, een deel van lucht veranderde in verschijning, afhankelijk van hoeveel lucht op een bepaalde plaats was (verdund-verdicht). Het gaat dus niet om een wezenlijke transformatie van lucht.
De platte aarde ontstaat als eerste in het midden van de kosmos en rust op lucht. Dit is een reactie op Thales' stelling dat de aarde rust op water. De andere hemellichamen ontstaan uit de aarde en zijn ook plat. Ze bestaan vooral uit het element vuur en worden voortgeduwd door gecondenseerde lucht (wind). De zon bevat aarde maar raakte verhit door zijn snelheid. Die zouden niet onder de aarde doorgaan in hun omwentelingen, maar eromheen. Door verdikking van lucht ontstaat achtereenvolgens wind, dan wolken, en dan neerslag. Plotse wisselingen tussen warmte en koude veroorzaken aardbevingen. Regenbogen ontstaan doordat zonnestralen reflecteren op de lucht.

## Invloed
De notie van een oneindige oersubstantie dat naargelang de omstandigheden andere elementen vormt, werd overgenomen door Heraclitus. Deze en anderen richtten zich echter minder op kosmogonie, maar ook op theologie, kennisleer en de rangschikking van materie. In de presocratische Zuid-Italiaanse filosofie (pythagoreeërs, Eleaten, Empedocles) namen meer afstand van de Ionische kosmologische modellen. Pas in de loop van de 5e eeuw v.Chr. namen de eclectische presocraten Anaxagoras, Diogenes, Leucippus en Democritus weer aspecten van onder andere Anaximenes' filosofie over.